# Барак (река)
Барак (в верхнем течении — Сангу-Лок, бенг. বরাক নদী) — крупная река в Северо-Восточной Индии и Бангладеш, часть системы Сурма-Мегхна.

## Гидрология
Исток реки находится в индийском штате Манипур на хребте Бараил в горах Нагов (англ. Naga Hills) на высоте 2995 м над уровнем моря. Далее река течет на запад и юг до Типаймук, где резко поворачивает на север и проходит по границе между округом Качар в Ассаме и Манипуром. Далее река поворачивает на запад. На границе с Бангладеш река разделяется на два рукава северный (Сурма) и южный (Кушияра), которые в Бангладеш опять соединяются в объединённый поток, который называется Кални. Крупнейшими притоками являются Джири (Jiri), Чири (Chiri), Бадринала (Badrinala), Джатинга (Jatinga), Мадхура (Madhura), Маранг (Marang), Гхагра (Ghagra), Сонай (Sonai), Катакхал (Katakhal), Сири (Siri), Ларанг (Larang), Дхалесвари (Dhaleswari), Сингла (Singla) и Лонгаи (Longai). Длина реки 900 км. Площадь бассейна реки 41000 км², по другим данным 52000 км².

## Геология
Долина реки Барак расположена в узкой вытянутой впадине вытянутой с запада на восток, заполненной аллювиальными отложениями и находится на северной окраине складчатых хребтов Индо-Бирманского фронтально-складчатого пояса. Эти хребты образованы породами миоценового возраста. Русло реки Барак подвергается существенным изменениям, чему могут способствовать тектонические процессы. Последнее крупное землетрясение в этом районе магнитудой 5,5 баллов произошло в 1984 году.

## Биологическое разнообразие и охрана природы
В водах реки Барак и её притоках обитают 103 вида рыб из 24 семействам. Из редких видов встречаются гангский дельфин, гангский гавиал.
На границе Бангладеш и Индии предполагается строительство плотины плотины Типаймук, что вызывает споры между двумя странами по поводу влияние её на биологическое разнообразие региона, в том числе влияние на сокращение ареала гангского дельфина.